# کامفرت (ویرجینیای غربی)
کامفرت(به انگلیسی: Comfort) شهری در ایالت ویرجینیای غربی کشور ایالات متحده آمریکا است که جمعیت آن در سرشماری سال ۲۰۱۰ میلادی، ۳۰۶ نفر بوده‌است.